# Mashle
Mashle (マッシュル?), estilizado como MASHLE, es una serie de manga japonesa escrita e ilustrada por Hajime Kōmoto. Comenzó su serialización el 27 de enero de 2020 en la revista Shūkan Shōnen Jump de Shueisha. Una adaptación de la serie al anime de A-1 Pictures se estrenó el 8 de abril de 2023.

## Argumento
En un mundo donde la magia lo es todo, los humanos nacen con habilidades mágicas que utilizan desde su infancia tanto para su vida cotidiana como para luchar o ayudar a la sociedad según sea la capacidad de cada individuo. En este mundo los magos poseen marcas de nacimiento en sus rostros que indican su habilidad mágica y potencial, por ello los más poderosos son considerados la élite y aquellos que no pueden utilizar magia son vistos como indeseables. 
Mash Burnedead es un joven que nació sin habilidades mágicas, por ello vive con su padre en una cabaña en medio de un bosque, donde ejercita su cuerpo de manera rutinaria, desarrollando así, una fuerza monstruosa. Un día, Mash va hacia la ciudad (lugar donde su padre le prohibió ir) a comprar unos profiteroles, llamando la atención por no tener marca de nacimiento y es descubierto por las autoridades policíacas. 
Ya que es ilegal mantener o proteger a individuos sin magia, la policía irrumpe en la cabaña y ataca al anciano exigiendo que entregue a su hijo. Cuando Mash llega a la cabaña y escucha la conversación de su padre y la policía, este irrumpe y derrota a los policías con facilidad con su fuerza, pese al enorme poder mágico de ellos; ante esto, el jefe de la policía propone un trato al muchacho: si es capaz de entrar a la Academia de Magia y se convierte en un "Iluminado Divino" (la élite entre los magos, compuesta exclusivamente por prodigios de la magia) y comparte sus recompensas con él, la policía dejará en paz tanto a él como a su padre.
La aventura de Mash comienza al entrar en la Academia de Magia, donde deberá utilizar su monstruosa fuerza para compensar su falta de magia y luchar para convertirse en un "Iluminado Divino".

## Personajes

### Principales
Mash Burnedead (マッシュ・バーンデッド?)
 Seiyū: Chiaki Kobayashi, Gerardo Ortega (español latino), Edson Ferrero (español castellano)
Mash es el protagonista, un adolescente extremadamente fuerte, capaz de sobreponerse a la magia con su propia fuerza. Mash es una persona inexpresiva, imprudente y muy ingenua, pero sobre todo es amable y no duda dos veces en atacar a alguien o romper alguna cosa si algo le molesta, incluso si eso puede ocasionarle problemas. Le gustan mucho los Profiteroles, siendo la única cosa que lo apasiona más que el Levantamiento de pesas. Su meta es convertirse en un "Iluminado Divino" para poder vivir una vida tranquila con su padre.
Ya que no posee la marca de nacimiento que señala a quienes poseen poder mágico, antes de entrar a la academia le fue tatuada una línea zigzagueante en el costado izquierdo del rostro que baja desde su frente por su párpado y pómulo hasta su quijada para que su incapacidad de utilizar magia no sea revelada; esto ha ayudado a que muchos crean que es un Línea simple y sus grandes hazañas físicas son en realidad algún tipo peculiar de magia.
A pesar de practicar constantemente el culturismo, posee un físico sumamente delgado sin tonificación ni desarrollo muscular, posteriormente se descubre que esto es porque su fuerza sobrehumana es el atributo de nacimiento obtenido como vástago de Innocent Zero.
Su varita mágica no demuestra poseer atributos mágicos más allá de un peso que la hace imposible de levantar por cualquier otra persona que no sea Mash ya que está hecha de algún tipo de acero superdenso, por lo que Mash suele utilizarla como una porra o usar su fuerza para moldearla y transformarla en alguna herramienta que le ayude en sus peleas.
Finn Ames (フィン・エイムズ?)
 Seiyū: Reiji Kawashima, por confirmar (español latino), Rodri Martín (español castellano)
Compañero de cuarto de Mash en la academia. Un muchacho pecoso de cabello negro y una mechón rubio que, por lo general, interpreta al hombre serio con las payasadas de los otros personajes. Su hermano mayor es Rayne Ames, un actual "Iluminado Divino". Su magia personal le permite intercambiar lugares con otras personas.
A diferencia de su hermano, su potencial mágico es bastante ordinario y su desempeño solo está dentro del promedio, lo que le ha acarreado la indiferencia de su hermano, además de ser el blanco cotidiano de matones y abusadores, desarrollando una personalidad temerosa dominada por un fuerte complejo de inferioridad. Aunque este carácter lo define durante toda la historia, el contacto con Mash lo hace replantearse su actitud y su deseo de usar sus poderes para ayudar.
Su marca de nacimiento es una línea que baja desde su ojo derecho por su pómulo hasta su quijada. En víspera de la guerra contra Innocent Zero es entrenado por los Iluminados Divinos incrementando notablemente sus poderes y durante la lucha contra los hijos de Innocent Zero hace equipo con su hermano descubriéndose que en realidad que lo que hasta ese momento se pensaba que eran pecas, en realidad es su segunda línea que se mantenía en estado latente, permitiéndole acceder a un poder de la misma magnitud que el de su hermano.
Lance Crown (ランス・クラウン?)
 Seiyū: Kaito Ishikawa, Alejandro Orozco (español latino), Marcos Graña (español castellano)
El verdadero rival de Mash. Después de que su hermana contrajera una enfermedad que le quitaría la magia, prometió convertirse en un "Iluminado Divino" para que la ley del país no la matara. Su peculiaridad de carácter más notable es su complejo de hermana. Su magia personal le permite manipular la gravedad.
Es un doble línea (prodigios de nacimiento muy poco comunes, cuya superioridad mágica es expresada en una segunda marca de nacimiento en su rostro) y su marca de nacimiento son dos líneas paralelas que bajan desde su ojo derecho por su pómulo hasta su quijada.
Lemon Irvine (レモン・アーヴィン?)
 Seiyū: Reina Ueda, Elizabeth Infante (español latino), Cristina Strachan (español castellano)
Lemon es una tímida Maga de cabello rubio y corto que trata de entrar a la Academia de Magia para sacar a su familia de la pobreza. Ella se autoproclama como la futura esposa de Mash desde que este la protegiera durante los exámenes de acceso.
Su marca de nacimiento es una línea con forma de gancho que nace en su ojo derecho y baja hasta su pómulo.
Su magia le da la habilidad de manipular vínculos ya sea para crearlos o negarlo, permitiéndole crear esposas y cepos con los cuales detener y restringir a sus objetivos y, de la misma forma inhabilitar restricciones lo que le permite romper cadenas y ataduras o abrir cerrojos y sellos.
Dot Barrett (ドット・バレット?)
 Seiyū: Takuya Eguchi, Cuauhtémoc Miranda (español latino), Daivd Flores (español castellano)
Autoproclamado rival de Mash. Dot es una persona extremadamente apasionada y fácilmente irritable con un complejo de superioridad, actitud escandalosa y personalidad enamoradiza, pero en realidad es una persona de buen corazón.
Su magia personal le permite generar explosiones y su marca de nacimiento es una línea zigzagueante horizontal que nace en su ojo izquierdo y acaba en la parte superior de su oreja izquierda. Suele mantener su frente cubierta con una bandana negra ya que durante sus combates se descubre que pertenece a una rara y poderosa tribu guerrera que posee la habilidad de manifestar a voluntad más líneas de nacimiento que les otorga acceso a un poder superior a los de los Doble línea y que en su caso se manifiesta en su frente como dos líneas extra que forman un cruz en su frente. Sumado a esto es un usuario del Ira Kreuz, una rareza mágica que le permite fluctuar su nivel de poder mágico en cuanto sus emociones se disparan, fortaleciéndolo enormemente.

### Casa Adler
Rayne Ames (レイン・エイムズ?)
 Seiyū: Yūki Kaji, Miguel de León (español latino)
Rayne es el más nuevo de los "Iluminados Divinos" y es el hermano mayor de Finn. Tiene una personalidad seria, pero tiene debilidad por los conejos. Su magia personal le permite crear y manipular espadas. Su apodo es "El Bastón Espada".
Tom Knowles (トム・ノエルズ?)
 Seiyū: Wataru Komada, Armando Guerrero (español latino)
Tom es un estudiante de último año en la Casa Adler y miembro del equipo de Duelo. Al igual que Dot, es una persona muy apasionada, pero es mucho más amigable y enérgico, aunque un poco más denso que él. Una de las peculiaridades de carácter más definitorias de Tom es su extraña costumbre de comparar a la gente con el bambú.
Max Land (マックス・ランド?)
Max es un estudiante de último año en la Casa Adler y un candidato a "Iluminado Divino". Es un buen amigo de Rayne ya que se unió a los exámenes de "Iluminado Divino" para proteger a sus compañeros más jóvenes, a quienes se preocupa mucho. Su magia personal le permite manipular el tamaño de los objetos.

### Casa Lang
Abel Walker (アベル・ウォーカー?)
 Seiyū: Yūichirō Umehara, Víctor Ugarte (español latino)
El prefecto de la Casa Lang y el líder de Magia Lupus. Abel es un noble que cree que todos los humanos, incluido él mismo, son meras bestias que necesitan ser controladas. También posee un odio por los campesinos debido a que su madre fue asesinada por uno a pesar de tratar de ayudarlos. Su magia personal le permite crear, manipular y transformar personas en marionetas.
Abyss Razer (アビス・レイザー?)
 Seiyū: Hiroki Nanami, Stephany Espinosa (español latino)
El segundo colmillo de Magia Lupus y el mejor amigo de Abel. Debido a que tiene el "Ojo Maligno" (una habilidad especial que le permite al usuario anular temporalmente la magia de otro), Abyss ha sido temido y odiado por la sociedad toda su vida hasta que conoció a Abel, lo que lo llevó a ser increíblemente tímido con respecto a su ojo y a ser eternamente leal a Abel. Su magia personal le permite conjurar flechas que le permiten moverse a velocidades que son demasiado rápidas para que el ojo las capte.
Wirth Mádl (ワース・マドル?)
 Seiyū: Kento Itō, Víctor Guerrero (español latino)
El tercer Colmillo de Magia Lupus. Debido a que su padre es un miembro de alto rango de la Oficina de Magia y su hermano mayor es un "Iluminado de Dios", Wirth está bajo mucha presión para ascender en la sociedad. Su magia personal le permite manipular el barro.
Milo Genius (マイロ・ジェーニアス?)
 Seiyū: Shūichirō Umeda, Ángel Rodríguez (español latino)
El cuarto Colmillo del Lupus Mágico. Es un primer año y es considerado un prodigio entre los Lupus Mágicos. Su magia personal le permite manipular la piedra.
Love Cute (ラブ・キュート?)
 Seiyū: Aoi Koga, Iarel Verduzco (español latino)
El quinto Colmillo de Magia Lupus. Es arrogante y cree que todos existen para servirla. Su magia personal le permite invocar tornados.
Andrew Olore (オロル・アンドリュー?)
 Seiyū: Kenji Nomura, Itzíhuappe Escalera (español latino)
El sexto Colmillo de Magia Lupus. A pesar de su apariencia inusual, Olore es en realidad un tipo con los pies en la tierra. Su magia personal le permite crear una dimensión de bolsillo bajo el agua y transformarse en un tiburón.
Anser Shinri (アンサー・シンリ?)
 Seiyū: Kengo Kawanishi, Luis Flores (español latino)
El séptimo Colmillo del Lupus Mágico. Siempre dice lo obvio, como si fuera profundo. Su magia personal le permite controlar shurikens gigantes.

### Casa Orca
Margarette Macaron (マーガレット・マカロン?)
 Seiyū: Takehito Koyasu
El prefecto de la Casa Orca. Está obsesionado con la salsa tártara y los oponentes fuertes. Su magia personal le permite manipular el sonido
Carpaccio Luo-Yang (カルパッチョ・ローヤン?)
 Seiyū: Kōki Uchiyama
Un alumno que fue elegido por un Bastón Maestro. Su magia le permite transferir daño a sus enemigos.

### Innocent Zero
Innocent Zero (イノセントゼロ?)
 Seiyū: Shin'ichirō Miki
El líder de la organización criminal del mismo nombre y el padre biológico de Mash. Tiene el poder de cambiar su apariencia y, por lo general, toma la forma de un humano sin rasgos distintivos. Su magia personal le permite manipular el tiempo.
Cell War (セル・ウォー?)
 Seiyū: Natsuki Hanae
Un clon humano creado por Innocent Zero. Su magia personal le permite crear y manipular carbono y, por extensión, diamantes.

### Iluminados Divinos
Ryoh Grantz (ライオ・グランツ?)
 Seiyū: Jun'ichi Suwabe
Es el Bastón de Luz y capitán de las Fuerzas de Seguridad Mágicas. Es muy vanidoso, se considera el hombre más guapo y el mejor usuario de magia, pero de hecho es increíblemente hábil, amable y solidario con los ciudadanos y con cualquiera que considere "cosa interesante", y sirve como aliado de Mash. Su magia personal le permite manipular rayos de luz increíblemente rápidos y poderosos, que pueden atravesar cualquier cosa.
Orter Mádl (オーター・マドル?)
 Seiyū: Yūki Ono
Es uno de los selectos individuos llamados Visionarios Divinos, siendo conocido como Bastón del Desierto y hermano mayor de Wirth Mádl. Es cruel y despiadado, está dispuesto a recurrir a medidas extremas para mantener el orden mundial actual y conspira para matar a Mash. Su magia personal le permite manipular la arena, lo que le otorga una increíble versatilidad tanto en ataque como en defensa.
Kaldo Gehena (カルド・ゲヘナ?)
 Seiyū: Nobunaga Shimazaki
Es un mago talentoso que llegó a convertirse en Visionario Divino, siendo conocido como El Bastón de Fuego. Es miembro del Departamento de Talentos Mágicos. A pesar de ser alegre, Kaldo es duro y astuto, pero le gusta la miel y añade cantidades ridículas a todo lo que come, incluso al sashimi. Su magia personal le permite manipular el fuego y empuña una espada encantada con llamas negras que queman eternamente todo lo que toca la hoja.
Renatus Revol (レナトス・リボル?)
 Seiyū: Kishō Taniyama
Es un mago talentoso que llegó a convertirse en Visionario Divino, siendo conocido como El Bastón Inmortal. Es miembro del Departamento de Cementerios Mágicos. Es bastante vago, quejoso y olvidadizo, pero es increíblemente poderoso, incluso entre los Visionarios. Actualmente está incapacitado y torturado después de su pelea con Doom. Su magia personal le permite convocar partes del cuerpo de no-muertos y lo vuelve inmortal, capaz de regenerarse de cualquier posible lesión.
Tsurara Halestone (ツララ・ヘイルストーン?)
 Seiyū: Tomori Kusunoki
Es una de los Visionarios Divinos del Bureau de Magia, siendo conocida como el Bastón de Hielo y miembro del Departamento de Investigación Mágica. Es tímida, torpe y siempre fría. Actualmente está incapacitada y torturada después de su pelea con Epidem. Su magia personal le permite congelar cualquier cosa, aunque le molesta y desearía que su magia fuera algo cálido.
Agito Tyrone (アギト・タイロン?)
 Seiyū: TBA
Se trata de uno de los Visionarios Divinos del Bureau de Magia. Es parte del Departamento de Administración de Bestias Mágicas, siendo conocido como el Bastón del Dragón. Es tranquilo y emocional, cree que la vida misma es inherentemente egoísta, pecaminosa y dolorosa y, como resultado, sufre una crisis existencial. Actualmente está incapacitado y torturado después de su pelea con Famin. Su magia personal le permite controlar a su dragón mascota y transformarlo en una forma más grande.
Sophina Biblia (ソフィナ・ブリビア?)
 Seiyū: Saori Hayami
Es una de los Visionarios Divinos, una de las magas más poderosas del mundo, y por ella es conocida como El Bastón del Conocimiento. Su labor en el bureau de magia reside en el Departamento de Administración de Textos Mágicos Prohibidos. Es tranquila, educada y lógica. Actualmente está incapacitada y torturada después de su pelea con Delisaster. Su magia personal le permite manipular las palabras y, en consecuencia, las acciones de sus objetivos.

### Secundarios
Regro Burnedead (レグロ・バーンデッド?)
 Seiyū: Chō (actor de voz), Alejandro Villeli (español latino)
Es el Abuelo de Mash, que en realidad, es su abuelo adoptivo. Es un anciano calvo de barba blanca, muy tolerante con los problemas y estropicios que Mash suele causar ya que siempre lo conmueve el rostro apenado de su nieto, lo que lo vuelve incapaz de enfadarse con él.
A pesar de ser un mago y poseer una línea curva que baja desde su ojo izquierdo por su mejilla, durante toda su vida Regro fue despreciado y alienado por su bajo rendimiento mágico, lo que lo llevó a la desesperación. Encontró a Mash abandonado, siendo solo un recién nacido, cuando estaba a punto de suicidarse debido a la vida que llevaba. Tras ver que Mash estaba estaba destinado a llevar una vida mucho más miserable que la suya se conmueve y decide criarlo en el bosque para que nadie se entere de su existencia. Cuando Mash entra a la Academia, este decide apoyarlo al ver su determinación por el hecho de querer vivir una vida tranquila con él.

## Contenido de la obra

### Manga
Mashle es escrita e ilustrada por Hajime Kōmoto. Comenzó a publicarse en la revista Shūkan Shōnen Jump de Shueisha el 27 de enero de 2020. Shueisha ha recopilado sus capítulos individuales en dieciocho volúmenes tankōbon. El primer volumen fue publicado el 4 de junio de 2020.
El manga es serializado digitalmente por Viz Media y Manga Plus en inglés. En octubre de 2020, Viz Media anunció la publicación impresa y digital del manga y el primer volumen se publicó el 6 de julio de 2021. Norma Editorial obtuvo la licencia en España.

#### Lista de volúmenes
| Volúmenes de manga publicados | Volúmenes de manga publicados | Volúmenes de manga publicados | Volúmenes de manga publicados | Volúmenes de manga publicados |
| Número                        | Fecha de lanzamiento          | ISBN                          | Fecha de lanzamiento          | ISBN                          |
| ----------------------------- | ----------------------------- | ----------------------------- | ----------------------------- | ----------------------------- |
| 1                             | 4 de junio de 2020            | ISBN 978-4-08-882329-4        | 14 de mayo de 2021            | ISBN 978-84-679-4491-4        |
| 2                             | 4 de agosto de 2020           | ISBN 978-4-08-882377-5        | 9 de julio de 2021            | ISBN 978-84-679-4593-5        |
| 3                             | 2 de octubre de 2020          | ISBN 978-4-08-882425-3        | 3 de septiembre de 2021       | ISBN 978-84-679-4594-2        |
| 4                             | 4 de enero de 2021            | ISBN 978-4-08-882526-7        | 10 de diciembre de 2021       | ISBN 978-84-679-4820-2        |
| 5                             | 4 de marzo de 2021            | ISBN 978-4-08-882575-5        | 4 de febrero de 2022          | ISBN 978-84-679-4936-0        |
| 6                             | 30 de abril de 2021           | ISBN 978-4-08-882639-4        | 8 de abril de 2022            | ISBN 978-84-679-4937-7        |
| 7                             | 4 de agosto de 2021           | ISBN 978-4-08-882728-5        | 23 de junio de 2022           | ISBN 978-84-679-5521-7        |
| 8                             | 4 de octubre de 2021          | ISBN 978-4-08-882787-2        | 26 de agosto de 2022          | ISBN 978-84-679-5522-4        |
| 9                             | 3 de diciembre de 2021        | ISBN 978-4-08-882844-2        | 6 de octubre de 2022          | ISBN 978-84-679-5523-1        |
| 10                            | 4 de marzo de 2022            | ISBN 978-4-08-883036-0        | 31 de enero de 2023           | ISBN 978-84-679-5524-8        |
| 11                            | 2 de mayo de 2022             | ISBN 978-4-08-883097-1        | 14 de abril de 2023           | ISBN 978-84-679-6128-7        |
| 12                            | 4 de julio de 2022            | ISBN 978-4-08-883159-6        | 8 de septiembre de 2023       | ISBN 978-84-679-6129-4        |
| 13                            | 4 de octubre de 2022          | ISBN 978-4-08-883258-6        | 10 de noviembre de 2023       | ISBN 978-84-679-6408-0        |
| 14                            | 2 de diciembre de 2022        | ISBN 978-4-08-883403-0        | 1 de marzo de 2024            | ISBN 978-84-679-6409-7        |
| 15                            | 3 de febrero de 2023          | ISBN 978-4-08-883426-9        | 3 de abril de 2024            | ISBN 978-84-679-6410-3        |
| 16                            | 4 de abril de 2023            | ISBN 978-4-08-883447-4        | 5 de julio de 2024            | ISBN 978-84-679-7003-6        |
| 17                            | 4 de julio de 2023            | ISBN 978-4-08-883568-6        | 6 de septiembre de 2024       | ISBN 978-84-679-7004-3        |
| 18                            | 4 de octubre de 2023          | ISBN 978-4-08-883668-3        | 8 de noviembre de 2024        | ISBN 978-84-679-7005-0        |

### Anime
Se anunció una adaptación de la serie al anime el 3 de julio de 2022. La serie está producida por A-1 Pictures y dirigida por Tomoya Tanaka, con guiones escritos por Yōsuke Kuroda, diseños de personajes de Hisashi Toshima y música compuesta por Masaru Yokoyama. Se estrenó el 8 de abril de 2023 en Tokyo MX y otras cadenas. El tema de apertura es «Knock Out», interpretado por Taiiku Okazaki, mientras que el tema de cierre es «Shū Cream Funk» (シュークリーム・ファンク?), interpretado por Philosophy no Dance. Aniplex of America obtuvo la licencia de la serie fuera de Asia, y lo transmitió en Crunchyroll. Según el sitio web oficial de la serie, será una adaptación al anime "completa".
El 22 de marzo de 2023, Crunchyroll anunció que la serie recibiría ambos doblajes tanto en español latino como en castellano, los cuales se estrenaron el 28 de abril de 2023.
Se anunció una segunda temporada después de la emisión del duodécimo episodio de la primera temporada. Se titula Mashle: Kami Satoru-sha Kōho Senbatsu Shiken-hen. Se estrenó el 6 de enero de 2024. El tema de apertura es «Bling-Bang-Bang-Born», interpretado por Creepy Nuts, mientras que el tema de cierre es «Tokyo's Way» (トーキョーズ・ウェイ！ Tōkyōzu Uei!?), interpretado por Shiritsu Ebisu Chugaku.
Una nueva secuela fue anunciada el 26 de mayo de 2024.

## Recepción
En junio de 2020, se informó que el primer volumen de la serie funcionó lo suficientemente bien como para agotarse. En abril de 2021, el manga tenía más de 1,4 millones de copias en circulación. En agosto de 2021, el manga tenía más de 2,1 millones de copias en circulación. En marzo de 2022, el manga tenía más de 3 millones de copias en circulación.
En 2020, el manga fue nominado para la 6.ª edición de los Next Manga Awards y quedó en el puesto 11 de los 50 nominados con 12.894 votos. La serie obtuvo el tercer lugar en los "Nationwide Bookstore Employees' Recommended Comics of 2021" del sitio web Honya Club. Mashle fue nominado para la 67.ª edición de los Shogakukan Manga Award en la categoría shōnen en 2021.
La Fundación Nippon incluyó el manga en su lista de "5 Mangas Recomendados Disponibles en Inglés" y escribió: "Las escenas cómicas de personajes que se atormentan entre sí son divertidas de leer, sin sentido de disgusto. De una manera divertida, la historia muestra cómo cultivar habilidades especiales puede superar la adversidad". Escribiendo para Le Figaro, Clémence Ballandras hizo una crítica positiva sobre la serie y escribió que "combina el universo muy específico del manga, con el de Harry Potter, mientras infunde una buena dosis de humor". Rebecca Silverman de Anime News Network le dio al primer volumen una B+. Silverman elogió la serie por su humor, calificándola de "parodia de Harry Potter con tintes de One-Punch Man". Silverman, sin embargo, escribió que, aparte de Mash, el resto de los personajes son "olvidables" y dijo que el arte es "bastante poco atractivo ", comparándolo con Mob Psycho 100. Sin embargo, concluyó: "No se ve bonito, pero tampoco es necesario, lo que lo convierte en una buena adición a la biblioteca de manga de humor".